# William Munro
|  | Dieser Artikel wurde aufgrund von formalen oder inhaltlichen Mängeln in der Qualitätssicherung Biologie zur Verbesserung eingetragen. Dies geschieht, um die Qualität der Biologie-Artikel auf ein akzeptables Niveau zu bringen. Bitte hilf mit, diesen Artikel zu verbessern! Artikel, die nicht signifikant verbessert werden, können gegebenenfalls gelöscht werden. Lies dazu auch die näheren Informationen in den Mindestanforderungen an Biologie-Artikel. |

William Munro (* 1818 in Druids Stoke, Gloucestershire; † 29. Januar 1880 in Taunton) war ein britischer Offizier und Botaniker. Sein offizielles botanisches Autorenkürzel lautet „Munro“.

## Leben und Wirken
William Munro sammelte (neben seiner  Militärkarriere in der englischen Infanterie) viele Pflanzen in Indien  in den Jahren 1834 – 1838, in Kaschmir 1847, auf der Krim und auf Barbados  1870 – 1875.  Sein spezielles Interesse galt den tropischen Gräsern und den Bambus-Arten.

## Ehrungen
Mach Munro benannt wurden die Pflanzengattungen Munroa Torr., Hemimunroa Parodi und Munrochloa M.Kumar & Remesh aus der Familie der Süßgräser (Poaceae) und außerdem Munronia Wight und Nurmonia Harms aus der Familie der Mahagonigewächse (Meliaceae).

## Werke
- A monograph of the Bambusaceae. In: Transactions of the Linnean Society of London / 1. Serie, Bd. 26 (1868)